# Bremerhavener Friedhof in Wulsdorf

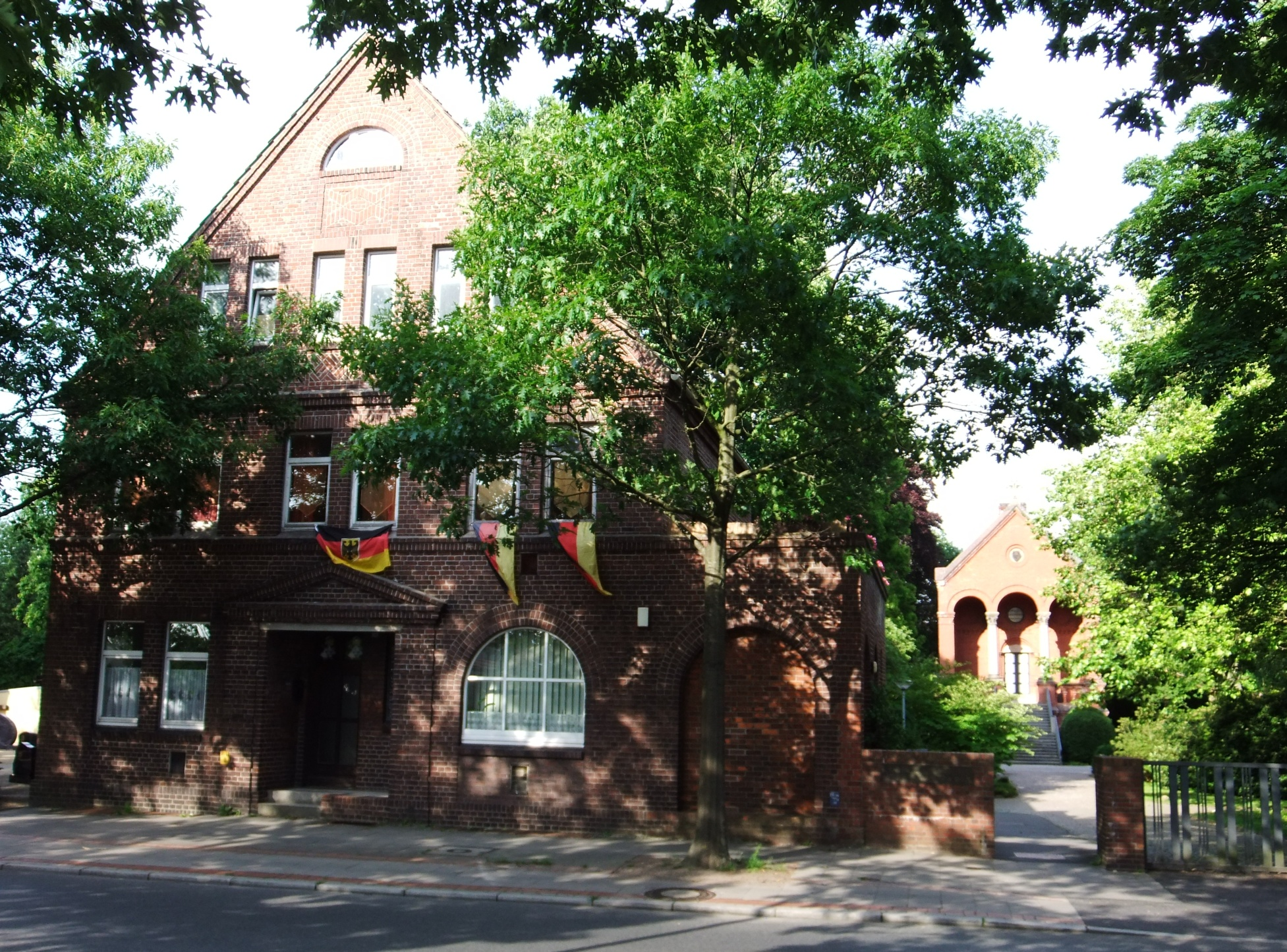
Eingang mit Gärtnerhaus und Kapelle

Der Wulsdorfer Friedhof liegt in Bremerhavens südlichem Stadtteil Wulsdorf. Das Grundstück ist 93.660 m² groß.

## Geschichte
Die Einwohnerzahl in Bremerhaven stieg ab Mitte des 19. Jahrhunderts stark an. Nach der Gründung der Stadt gab es seit 1827 das Recht der Bremerhavener, sich in der Nachbargemeinde Lehe bestatten zu lassen. Das war inzwischen nichtig geworden. Der Boden und die begrenzten Flächen von Bremerhaven ließen eine Neuanlage in Bremerhaven nicht zu. Die Anlage eines Friedhofs außerhalb des Bremischen Hoheitsgebiets erforderte die Zustimmung von Preußen. So wurde 1870/71 für die Verstorbenen der Stadtgemeinde Bremerhaven der Friedhof in Wulsdorf an der Weserstraße angelegt.
Der Friedhof entstand nach Plänen des Gartenarchitekten Wilhelm Benque. Er ist, wie die ebenfalls von ihm geplanten Bremer Friedhöfe Walle und Riensberg, im landschaftlichen Stil eines Parkfriedhofs konzipiert worden. Nicht die ökonomisch beste Ausnutzung der Fläche war das Ziel, sondern die Gräber in eine abwechslungsreiche Parklandschaft mit vielen Bäumen und Rhododendren einzuordnen. Das damals rund fünfeinhalb Hektar große Grundstück lag in einem zu der Zeit dünn besiedelten und hauptsächlich landwirtschaftlich genutzten Gebiet zwischen Geestendorf und Wulsdorf. Die erste Beisetzung fand am 5. Mai 1871 statt.
Es galten für Bau- und Bestattungswesen und Aufsicht des Leichenzuges die preußischen Regelungen. Rücksicht genommen werden musste auch auf den Zugverkehr am alten Geestemünder Bahnhof in der Klußmannstraße (Bahnhofsallee). Bremerhaven errichtete deshalb 1888 auf dem Friedhof die von dem Stadtbaumeister Luis Löschner entworfene Kapelle im neuromanischen Stil. Dabei liegt die eigentliche Kapelle im 1. Stock des Bauwerks.
Die Einfriedungsmauer anstelle einer Hecke entstand 1914. Nach dem Ersten Weltkrieg errichtete das Stadtbauamt Bremerhaven 1919/20 für den Gärtner noch ein Wohnhaus an der Weserstrasse nach Entwürfen des Stadtbaurats Julius Hagedorn. Das neue Haus am Haupteingang übernahm auch die Funktion einer Wartehalle und eines Ladens sowie der öffentlichen Toiletten.
1930 wurde ein Krematorium im Untergeschoss der Friedhofskapelle integriert. Die letzte Einäscherung fand hier am 17. April 1990 statt . Es wurde im selben Jahr von dem heutigen Bremerhavener Krematorium auf dem Friedhof Spadener Höhe abgelöst.

## Gräber und Denkmale

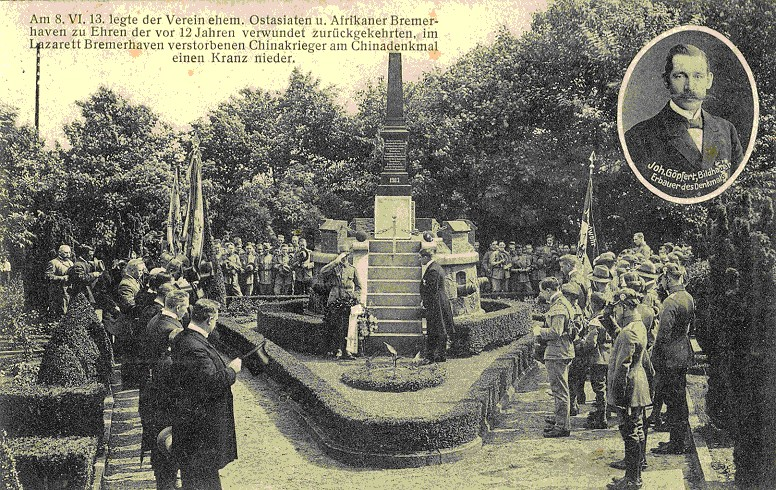
Kranzniederlegung am Boxer-Denkmal (1913)

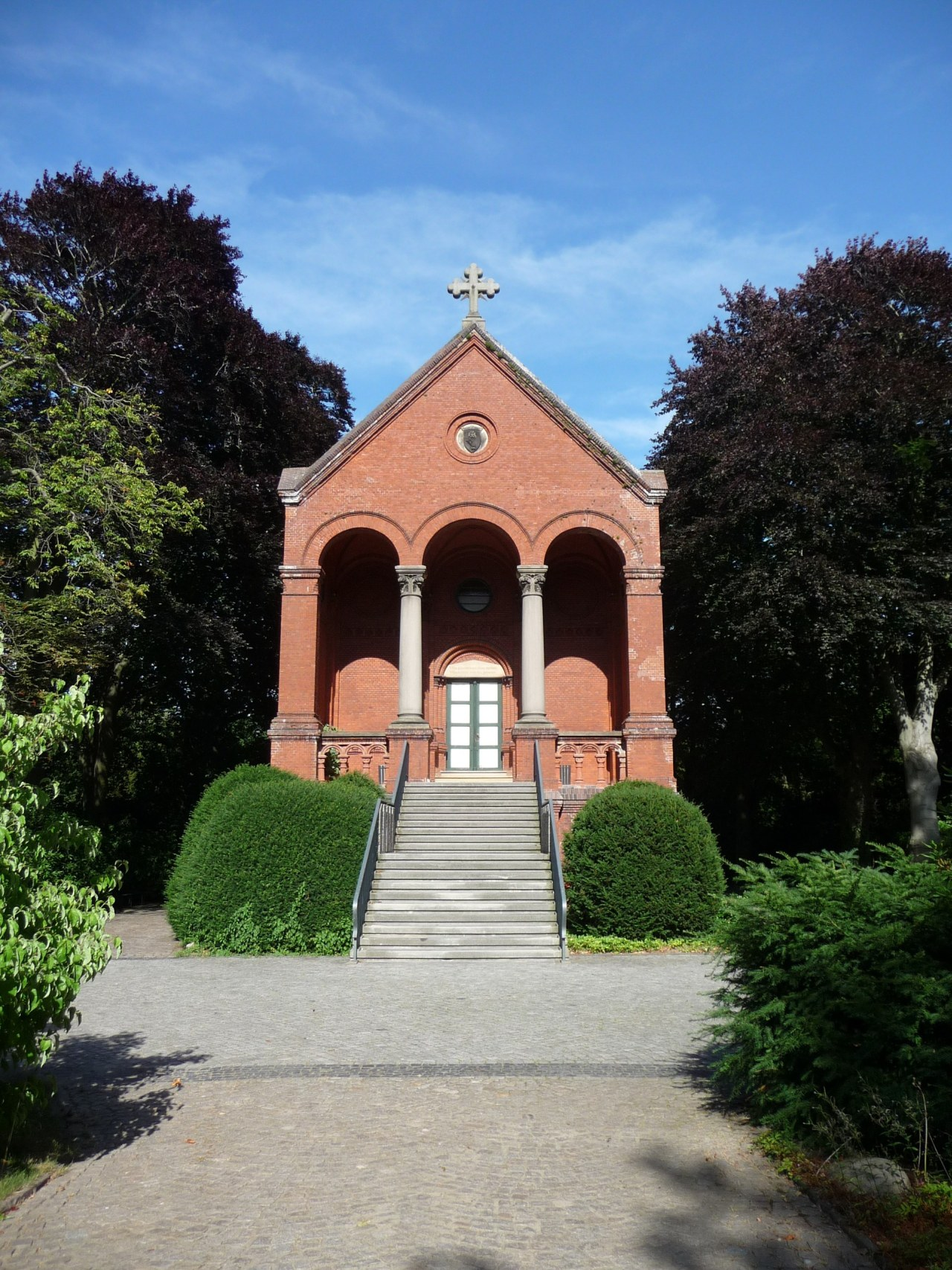
Kapelle

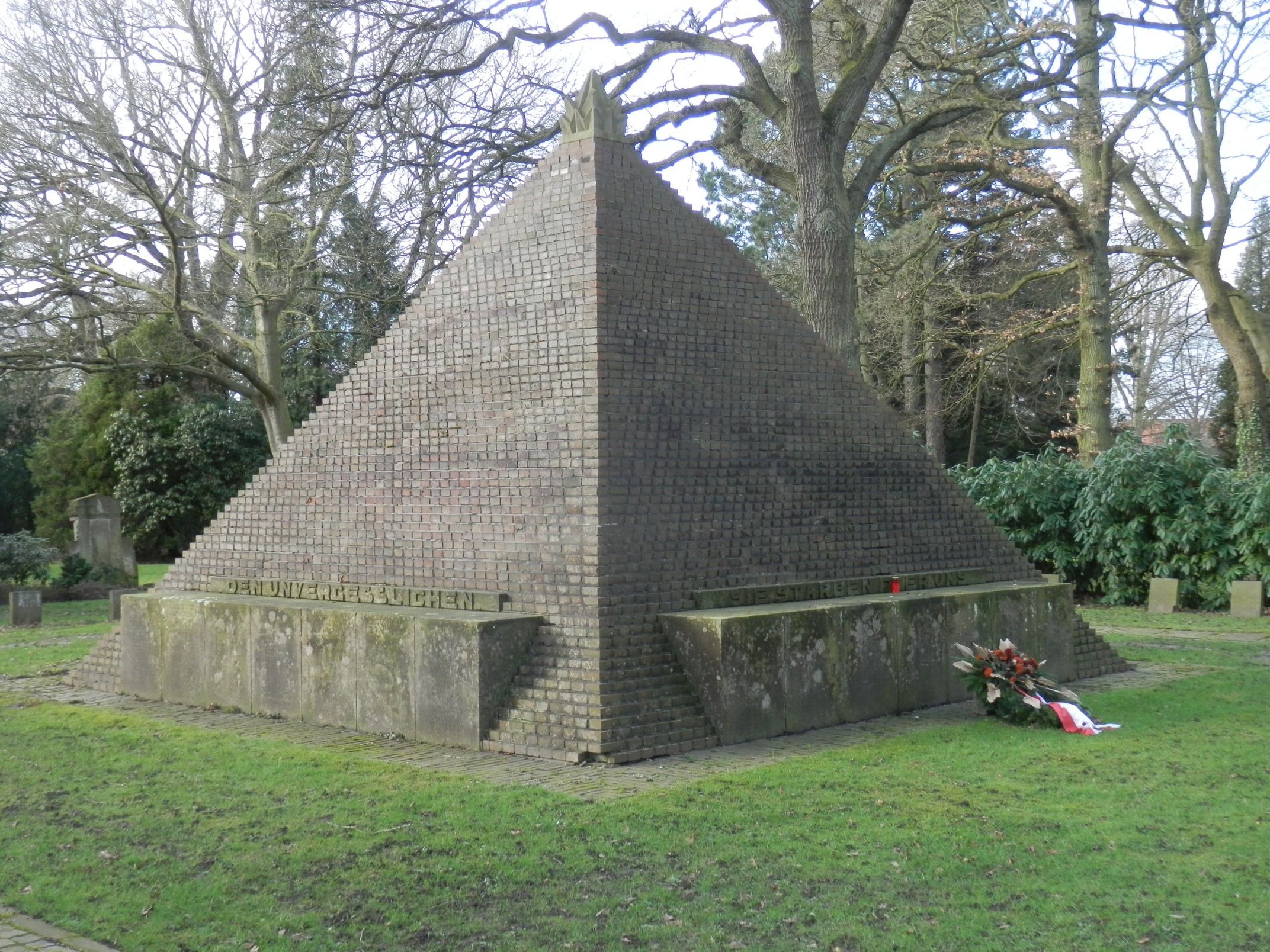
Pyramide als Ehrenmal für Gefallene

Direkt hinter der Kapelle sieht man den Eingang der heutzutage völlig überwucherten, pyramidenförmigen Familiengruft Sprickerhoff (Feld 6, →Lage). Nördlich davon steht auf einer größeren Grünfläche das im neugotischen Stil gebaute Mausoleum von Hermann Ahlers (Feld 5, →Lage). Heute ist das Bauwerk in einem eher schlechten Zustand: die Fenster sind teilweise zerstört worden und einige Gotik-Ornamente fehlen bereits.
Im hinteren Teil des Friedhofs wurde 1919 zu Ehren der Gefallenen des Ersten Weltkrieges eine auffällig große Pyramide aus Backsteinziegeln errichtet (Feld 18e, →Lage). In der näheren Umgebung befinden sich weitere Gräber von Gefallenen beider Weltkriege und auch ein Ehrenmal für die Gefallenen des Zweiten Weltkrieges, welches allerdings eher unauffällig ist. Auf einer weiteren daran angrenzenden Grünfläche befindet sich der Urnenhain (Feld 18b). Auch in der näheren Umgebung steht das Ehrenmal für die Opfer des Sprengstoffanschlags auf das Schiff Mosel, auch als Thomas-Katastrophe bekannt (Feld 15, →Lage). Laut Inschrift wurden hier 43 der insgesamt 83 Opfer bestattet. Auch der Körper des Attentäters William King Thomas soll nach einer Notiz auf dem Friedhof an einer anderen Stelle und ohne Grabstein bestattet worden sein. Sein abgetrennter Kopf befand sich bis 1945 im Bremer Kriminalmuseum und wurde bei einer Explosion vernichtet.
Weiterhin findet man einen Gedenkobelisken zu Ehren der Soldaten, die bei der China-Expedition gegen die Boxeraufstände 1902 umgekommen sind (Feld 20, →Lage). An die Toten der schlimmen Bombennacht am 18./19. September 1944 erinnert eine schlichte Gedenkstätte. Gedacht wird auch der dabei umgekommenen Fremdarbeiter. In einem Eichenhain liegen die Opfer der Luftangriffe auf Wesermünde des Zweiten Weltkrieges. Ein Stein mit der Inschrift erinnert heute daran:
Beachtenswert sind auch die figürlich gestalteten Grabstätten Märcker (Feld 3/5, →Lage), Familie Seedorff (Feld 10, →Lage), Familie R. C. Rickmers (siehe auch unter Persönlichkeiten; Feld 6/10, →Lage), Familie Busse (siehe auch unter Persönlichkeiten) und Familie Scheller (Feld 2, →Lage), Anna Pane geb. Talamo (Feld 4/5, →Lage), Kapt. Hans Tiemann (Feld 3/5, →Lage) und die Gemeinschaftsgrabanlage für die Seelsorger der katholischen Gemeinde Bremerhaven (Feld 6, →Lage).

## Persönlichkeiten
- Waldemar Becké (1878–1947), Stadtdirektor und Oberbürgermeister von Bremerhaven
- Friedrich Busse (1835–1898), Begründer der deutschen Hochseefischerei; das Familiengrab Busse wird von einem steinernen Engel auf einem Sockel mit einem Bronzerelief geschmückt (siehe Foto)
- Benno Eide Siebs (1891–1977), Jurist, Beamter und Heimatschriftsteller; die Familie Eide Siebs besitzt eine große Familiengrabstätte in der Nähe der Familiengrabstätten Busse und Scheller.
- Carl Friedrich Hanckes (1829–1891), Wasserbauingenieur und Hafenbaudirektor
- Gerhard van Heukelum (1890–1969), Oberbürgermeister und Ehrenbürger von Bremerhaven
- Josef Lechnir (1897–1982), Wasserspringer und Urologe
- Hermann Noë (1879–1961), Ingenieur und Werftdirektor
- Siegmund Oss (1865–1920), Kaufmann
- Rickmer Clasen Rickmers (1807–1886), Werftbesitzer, Reeder und Reiskaufmann; das große Erbbegräbniss R. C. Rickmers (siehe Foto) ist durch Rhododendren vom angrenzenden Gräberfeld abgetrennt
- Peter Rickmers (1838–1902), Werftbesitzer, Reeder und Reiskaufmann, Sohn von R. C. Rickmers; sein Grab befindet sich in der Erbbegräbnissanlage seines Vaters
- Wilhelm Anton Riedemann (1832–1920), Kaufmann und Reeder
- Bernhard Scheller (1852–1907), Bauunternehmer und Architekt
- Hinrich Schmalfeldt (1850–1937), Zigarrenmacher, Politiker (SPD, USPD) und Gewerkschafter; Ehrenbürger von Bremerhaven
- Wilhelm Schuchmann (1858–1943), Reeder
- Arthur Seidel (1883–1964), Bürgerschaftsabgeordneter (SPD)
- Rolf Störmer (1907–1982), Architekt auf dem Familiengrab Brauns Störmer

## Denkmalschutz
2010 wurde der Wulsdorfer Friedhof als Gesamtanlage unter Denkmalschutz gestellt. Die Kapelle und das Gärtnerwohnhaus wurden zudem als Einzeldenkmale unter Schutz gestellt.